# Oracle Database
Oracle Database is een databasemanagementsysteem (RDBMS) en het belangrijkste product van Oracle. Oracle RDBMS was de eerste database gebaseerd op het System/R-model van IBM en de eerste relationele database die gebruikmaakt van SQL. Er is ondersteuning voor een groot aantal besturingssystemen.
Oracle heeft in de loop der tijd een 'eigen' ERP-lijn opgebouwd welke bekend is onder de naam Oracle E-Business Suite. Met deze standaardsoftware kunnen de ondersteunende processen in organisaties worden beheerd.

## Geschiedenis
- 1977: Larry Ellison en zijn vrienden richtten Software Development Laboratories op.
- 1982:  Naam veranderd in 'Oracle Corporation'. Dit werd gedaan om de naam meer aan te laten sluiten bij het product.[3]
- 1989: Oracle Corporation kwam op de applicatiemarkt en ontwikkelde haar ERP-product. Dit werd later deel van de Oracle E-Business Suite, gebaseerd op de relationele Oracledatabase.
- 2010: Oracle Corporation neemt Sun Microsystems over.